# Harry Melrose
Harry Melrose (Edimburgo, 31 maggio 1935 – Edimburgo, 23 febbraio 2024) è stato un calciatore e allenatore di calcio scozzese, di ruolo attaccante.

## Carriera

### Calciatore
Si formò nel Dalkeith Thistle, società che lasciò nel 1955 per giocare con il Rangers, società con cui però non esordì mai in campionato.
Nel 1958 si trasferì a cartellino libero al Dunfermline, con cui ottenne nella stagione d'esordio, la Scottish Division One 1958-1959, il sedicesimo posto finale, raggiungendo la permanenza di categoria. 
Negli anni di permanenza con il Dunfermline ottenne come miglior piazzamento il terzo nella Scottish Division One 1964-1965, oltre che vincere la Scottish Cup 1960-1961. Melrose esordì con il suo club anche nelle coppe europee, raggiungendo gli ottavi di finale della Coppa delle Coppe 1961-1962.
Nel corso della Scottish Division One 1965-1966 si trasferì per £10.000 all'Aberdeen, società con cui esordì nella vittoria esterna per 4-0 contro l'Hamilton il 9 ottobre 1965.
Con i Dons ottenne nel primo campionato disputato l'ottavo posto finale. Nella Scottish Division One 1966-1967 ottenne in campionato il quarto posto e raggiungendo la finale dalla Scottish Cup 1966-1967, persa contro il Celtic.
Nell'estate 1967 con il suo club disputò il campionato nordamericano organizzato dalla United Soccer Association: accadde infatti che tale campionato fu disputato da formazioni europee e sudamericane per conto delle franchigie ufficialmente iscritte al campionato, che per ragioni di tempo non poterono allestire le proprie squadre. L'Aberdeen rappresentò i Washington Whips, vincendo la Eastern Division, qualificandosi per la finale. La finale vide i Whips cedere ai Los Angeles Wolves, rappresentati dai Wolverhampton.
Nell'ultima stagione ai Dons, la 1967-1968, ottenne il quinto posto finale
Nel 1969 divenne l'allenatore-giocatore del Berwick Rangers che guidò poi per quattro stagioni nella serie cadetta scozzese.

### Allenatore
Dopo l'esperienza come allenatore-giocatore del Berwick Rangers, nel 1975 ritornò al Dunfermline come allenatore. Al termine della Scottish League Division One 1975-1976 retrocesse in terza serie a causa del tredicesimo e penultimo posto ottenuto. Ritornò in cadetteria grazie al secondo posto finale ottenuto nella Scottish League Division Two 1978-1979. Chiuse l'esperienza alla guida del Dunfermline nel 1980 dopo aver condotto il suo club alla permanenza nella serie cadetta scozzese.

## Palmarès
- Coppa di Scozia: 1

Dunfermline: 1960-1961